# العلاقات البحرينية السلوفينية
العلاقات البحرينية السلوفينية هي العلاقات الثنائية التي تجمع بين البحرين وسلوفينيا.

## مقارنة بين البلدين
هذه مقارنة عامة ومرجعية للدولتين:
| وجه المقارنة                                              | البحرين       | سلوفينيا                                                      |
| --------------------------------------------------------- | ------------- | ------------------------------------------------------------- |
| المساحة (كم2)                                             | 765           | 20.27 ألف                                                     |
| عدد السكان (نسمة)                                         | 1.49 مليون    | 2.07 مليون                                                    |
| الكثافة السكانية (ن./كم²)                                 | 194.77 ألف    | 102.12                                                        |
| العاصمة                                                   | المنامة       | ليوبليانا                                                     |
| اللغة الرسمية                                             | اللغة العربية | اللغة السلوفينية، اللغة الإيطالية، لغة مجرية                  |
| العملة                                                    | دينار بحريني  | يورو، تولار سلوفيني                                           |
| الناتج المحلي الإجمالي (بليون دولار)                      | 35.31 مليار   | 48.77 مليار                                                   |
| الناتج المحلي الإجمالي (تعادل القوة الشرائية) بليون دولار | 64.16 مليار   | 66.01 مليار                                                   |
| الناتج المحلي الإجمالي الاسمي للفرد دولار أمريكي          | 22.60 ألف     | 20.73 ألف                                                     |
| الناتج المحلي الإجمالي للفرد دولار أمريكي                 | 45.50 ألف     | 30.40 ألف                                                     |
| مؤشر التنمية البشرية                                      | 0.824         | 0.880                                                         |
| رمز المكالمات الدولي                                      | +973          | +386                                                          |
| رمز الإنترنت                                              | .bh           | .si                                                           |
| المنطقة الزمنية                                           | ت ع م+03:00   | توقيت وسط أوروبا، ت ع م+01:00، ت ع م+02:00، أوروبا/ليوبليانا ‏ |

## منظمات دولية مشتركة
يشترك البلدان في عضوية مجموعة من المنظمات الدولية، منها:
| علم المنظمة | اسم المنظمة                               | تاريخ انضمام البحرين | تاريخ انضمام سلوفينيا |
| ----------- | ----------------------------------------- | -------------------- | --------------------- |
|             | يونسكو                                    | 18 يناير 1972        | 27 مايو 1992          |
|             | وكالة ضمان الاستثمار متعدد الأطراف        | 12 أبريل 1988        | 19 مارس 1993          |
|             | الأمم المتحدة                             | 21 سبتمبر 1971       | 22 مايو 1992          |
|             | الفريق المعني برصد الأرض                  | ?                    | ?                     |
|             | الاتحاد البريدي العالمي                   | ?                    | ?                     |
|             | البنك الدولي للإنشاء والتعمير             | 15 سبتمبر 1972       | 25 فبراير 1993        |
|             | المنظمة الهيدروغرافية الدولية             | ?                    | ?                     |
|             | الاتحاد الدولي للاتصالات                  | 1975                 | 16 يونيو 1992         |
|             | منظمة حظر الأسلحة الكيميائية              | ?                    | ?                     |
|             | مؤسسة التمويل الدولية                     | 22 سبتمبر 1995       | 25 فبراير 1993        |
|             | المركز الدولي لتسوية المنازعات الاستشارية | 15 مارس 1996         | 6 أبريل 1994          |
|             | منظمة التجارة العالمية                    | ?                    | ?                     |
|             | منظمة الشرطة الجنائية الدولية             | ?                    | ?                     |

## وصلات خارجية
- موقع وزارة الخارجية البحرينية
- موقع وزارة الخارجية السلوفينية